# خانه اسدالله نعمتی
خانه اسدالله نعمتی مربوط به دوره قاجار است و در شیراز، خیابان زند باریک، گذر سید ذوالفقار جنب حمام ایروانی واقع شده و این اثر در تاریخ ۸ مرداد ۱۳۸۱ با شمارهٔ ثبت ۶۰۷۵ به‌عنوان یکی از آثار ملی ایران به ثبت رسیده است.